# Walter Berka
Walter Berka (* 29. März 1948 in Saalfelden; † 15. Juli 2021 in Salzburg) war ein österreichischer Jurist und Universitätsprofessor. Berka war ab 1994 Professor für Allgemeine Staatslehre, Verwaltungslehre sowie Verfassungs- und Verwaltungsrecht an der Universität Salzburg. Besonders bekannt war er als Autor eines der Standard-Lehrbücher zum österreichischen Verfassungsrecht.

## Ausbildung
Walter Berka wurde am 29. März 1948 in Saalfelden im österreichischen Bundesland Salzburg in einer Kaufmannsfamilie geboren. Er besuchte die Lehrerbildungsanstalt Salzburg, wo er mit Auszeichnung maturierte und begann 1967 die Studien der Politikwissenschaft, der Publizistikwissenschaft und der Rechtswissenschaften an der Universität Salzburg. 1972 wurde Berka ebendort zum Doktor der Rechtswissenschaften (Dr. iur.) promoviert. Noch im selben Jahr fand er Anstellung beim Institut für Verfassungs- und Verwaltungsrecht der Universität Salzburg als Universitätsassistent bei Professor Hans Ulrich Evers.

## Beruflicher Werdegang
Nach mehreren Jahren der beruflichen Tätigkeit als Universitätsassistent erlangte Walter Berka im Jahr 1982 mit der Habilitationsschrift zum Thema „Medienfreiheit und Persönlichkeitsschutz. Die Freiheit der Medien und ihre Verantwortung im System der Grundrechte“ die Lehrbefugnis (Venia legendi) für die Fächer Allgemeine Staatslehre, Verfassungs- und Verwaltungsrecht. Er wurde in der Folge als Universitätsdozent an der Universität Salzburg beschäftigt.
Im Jahr 1992 folgte Walter Berka dem Ruf auf eine Ordentliche Professur für öffentliches Recht an der Universität Linz, wo er zugleich Vorstand des Instituts für Verwaltungsrecht wurde. Bereits zwei Jahre später, im Jahr 1994 erfolgte der Wechsel zurück nach Salzburg, wo ihm eine Professur für Allgemeine Staatslehre, Verwaltungslehre, Verfassungs- und Verwaltungsrecht angeboten worden war. 1998 bis 2003 war er neben seiner Tätigkeit als Universitätsprofessor auch innerhalb der Universitätsverwaltung in einer Leitungsfunktion beschäftigt, da er in dieser Zeit Dekan der Rechtswissenschaftlichen Fakultät der Universität Salzburg war.
2004 wurde Berka zum korrespondierenden Mitglied der Österreichischen Akademie der Wissenschaften gewählt, ab 2008 war er wirkliches Mitglied der philosophisch-historischen Klasse und bis 2013 Vorsitzender des Akademierats. Im Jahr 2005 erfolgte außerdem die Ernennung zum Mitglied des Österreichischen Wissenschaftsrats, einem Beratungsgremium des Wissenschaftsministeriums, dessen stellvertretender Vorsitzender er bis 2015 war. Darüber hinaus war Walter Berka Mitglied des Wissenschaftlichen Beirats der Österreichischen Forschungsgemeinschaft, ordentliches Mitglied der Österreichischen Juristenkommission und Ersatzrichter am Staatsgerichtshof des Fürstentums Liechtenstein.

## Auszeichnungen
- Förderungspreis des Camillo-Sitte-Fonds (1972)
- Großer Preis der Wiener Juristischen Gesellschaft (1983)
- Leopold-Kunschak-Preis (2001)
- Großes Silbernes Ehrenzeichen für Verdienste um die Republik Österreich (2008)
- Österreichischer Verfassungspreis (2012)